# Fekete vonat
Fekete vonatnak a Szabolcs-Szatmár megyéből ingázó dolgozókat szállító munkásvonatokat nevezték, amelyek vasárnap Budapestre, míg pénteken, illetve szombaton pedig Szabolcsba (illetve általában az ország északkeleti részébe) szállították az alacsony iskolázottságú fizikai munkásokat a Budapest–Záhony-vasútvonalon. A rendszeres balhékról elhíresült fekete vonat a Kádár-korszak Magyarországának egyik ikonikus fogalmává vált.

## Elnevezés
A járatok elnevezése onnan származik, hogy a főként férfiakból álló utazóközönség egy része az akár 5-6 óráig is tartó út alatt gyakran lerészegedett, így rendszeresen fordult elő garázdaság, késelés; olykor az is előfordult, hogy valakit kidobtak a vonatból. A jegyvizsgálóknak munkájuk végzéséhez is nagy bátorságra volt szükségük, mivel gyakran nekik is kijutott egy-két pofon. A helyzet annak ellenére sem javult sokat, hogy idővel rendőrök is rendszeresen utaztak a vonaton.
Egy másik álláspont szerint a fekete jelzőt azért kapta a vonat, mert az utasok többsége roma származású volt.

## Története
Az ötvenes évektől kezdve az északkeleti országrészből sokan jártak Budapestre és a Dunántúlra dolgozni, mivel otthon szinte csak a helyi termelőszövetkezetekben kaptak munkát, amely rosszul fizetett; a keleti országrész iparosodottabb városai (például Miskolc vagy Debrecen) pedig nem tudtak elegendő munkahelyet kínálni. A magasabb fizetés miatt sokan vállaltak otthonuktól akár 350 km-re is munkát: hétköznapokon munkásszállóban szálltak meg, onnan rendszeresen hazautaztak a hétvégére, ahol gyakran szintén végeztek valamilyen munkát. Amíg hatnapos volt a munkahét, addig sokan péntekig ledolgozták a szombatot is, így két szűk napot tölthettek otthon. Az ingázó tömegek szállítására külön munkásvonatokat közlekedtetett a MÁV. A szerelvény többnyire már órákkal az indulás előtt benn állt a pályaudvaron, mindig zsúfolásig tömve, sokan kénytelenek voltak végigácsorogni az 5-6 órás utazást. A rendszerváltás környékén a munkaerőpiac átalakulása, illetve szűkülése miatt az ingázók száma folyamatosan csökkent, a munkásvonatok megszűntek, így lassan a fekete vonat elnevezés is kikopott.

## Társadalmi következmények
Az ingázók idejük döntő hányadát töltötték a családjuktól távol, emiatt sok kapcsolat ment tönkre. A férfiak egy része emiatt állandósult jelleggel a munkásszállókban élt. A rendszerváltást követően a munkahelyek megszűnésével ezen férfiak többsége számottevően növelte a fővárosi hajléktalanok számát.

## Megjelenése a kultúrában
Irodalom
- Tar Sándor: A 6714-es személy. Budapest: Magvető Kiadó. 1981.  ISBN 963 27 1465 2
- Korniss Péter: A vendégmunkás / Fényképregény. Mezőgazdasági Könyvkiadó, 1988. ISBN 9632326652

Film
- Fekete vonat (1971) Schiffer Pál dokumentumfilmje
- A fekete vonat az RTL Klub televízió XXI. század című műsorában[3]

Zene
- Fekete Vonat: az első jelentősebb magyarországi roma rapegyüttes, szintén a vonatról vette a nevét